# Бріта-Арена
Бріта-Арена (нім. Brita-Arena) — футбольний стадіон у Вісбадені, Німеччина. Це домашній стадіон футбольного клубу «Веен». У європейських змаганнях через правила реклами стадіон відомий як «СК Веен Вісбаден Арена».
Стадіон названо на честь свого колишнього головного спонсора «Бріта», німецької компанії, що спеціалізується на виробництві фільтрів для води. «Бріта-Арена» замінила «Штадіон ам Гальберг» у місті Таунусштайн як домашній стадіон спортклубу «Веен». Загальна місткість стадіону — 15 295 місць. Арена відкрилася у 2007 році товариським матчем, який «Веен» програв 1:2 дортмундській «Боруссії». Перший змагальний матч на стадіоні було зіграно 21 жовтня 2007 року між командами «Веен» та «Майнц 05», де Майнц святкував перемогу з рахунком 3:1.